# Fara v Nové Bystřici
Fara v Nové Bystřici s číslem popisným 8 je původně starší, později barokně přestavěná budova. V roce 1963 byla zapsaná do Ústředního seznamu kulturních památek ČR.

## Popis
Fara je součástí městské památkové zóny Nová Bystřice. Patrová barokní stavba je zastřešena polovalbovou střechou. Její severní průčelí se obrací do ulice, je pětiosé s lichoběžníkovým štítem a nachází se zde valeně klenutý vstup s dřevěnými vraty. K faře patří areál se zbytky zdiva bývalých hospodářských budov a se zahradou, kterou na jižní a východní straně ohraničuje zeď, památkově chráněná v rámci novobystřického hradebního systému. V objektu se dochovala řada cenných konstrukcí, zvláště klenuté stropy ve sklepě, přízemí a v chodbě v patře. V místnostech v prvním patře jsou velmi hodnotné fabionové stropy členěné vpadlými stropy. Budova se nachází v dobrém stavu.